# Manuel Vicente de las Casas
Manuel Vicente de las Casas (Caracas, Venezuela, 1811-Caracas, 17 de agosto de 1899), jefe militar venezolano durante la guerra civil federal. Durante el gobierno de José Tadeo Monagas, de las Casas fungía como general bajo el ministro de guerra venezolano José María Carreño. Es padre del pintor venezolano Jesús María de las Casas.

## Primeros años
En 1848 con el grado de capitán se alista en las tropas revolucionarias acaudilladas por el general José Antonio Páez, con éstas combatió en Maracaibo hasta que esa ciudad se rindió al gobierno de José Tadeo Monagas. Fue hecho prisionero y luego desterrado. En 1858, con el triunfo de la Revolución de Marzo entró en Caracas con el general Julián Castro Contreras y éste lo nombró comandante de Armas en la capital.

## Golpe a Castro
Poco después de la Toma de Coro durante la Guerra Federal, de las Casas arresta en su habitación en Caracas al general Julián Castro el 1 de agosto de 1859 por su rol en la Revolución de Marzo y la fallida insurrección conocida como La Galipanada. Castro había logrado un golpe de Estado en contra de José Tadeo Monagas e instalado un gobierno el 5 de marzo de 1858 declarándose luego en Falcón presidente constitucional por la Asamblea Nacional Constituyente en presencia de Fermín Toro. De las Casas es apoyado por Pedro Vicente Aguado y el gobernador de Caracas Nicómedes Zuloaga quienes usaron los mismos edecanes y guardias de Castro entre los cuales se encontraba Juan Clemente Casas, familiar de Manuel Vicente de las Casas.
Juntos, solicitan una convocatoria del pueblo a favor de un nuevo gobierno pero es opuesto por Juan Crisóstomo Falcón quien establece su propio gobierno en una reunión en la esquina de las calles La Palma y San Pablo. Por ello, Falcón nombra a su nuevo gobierno, la "Junta de San Pablo". De las Casas y Falcón entonces establecen sus propios gobiernos en oposición uno del otro. Ambos se reúnen para encontrar puntos intermedios y solventar la crisis política de Caracas sin resolución favorable. De las Casas hace posesión de ciudades vecinas incluyendo Maiquetía y La Guaira en la costa del norte. 

### La Sampablera

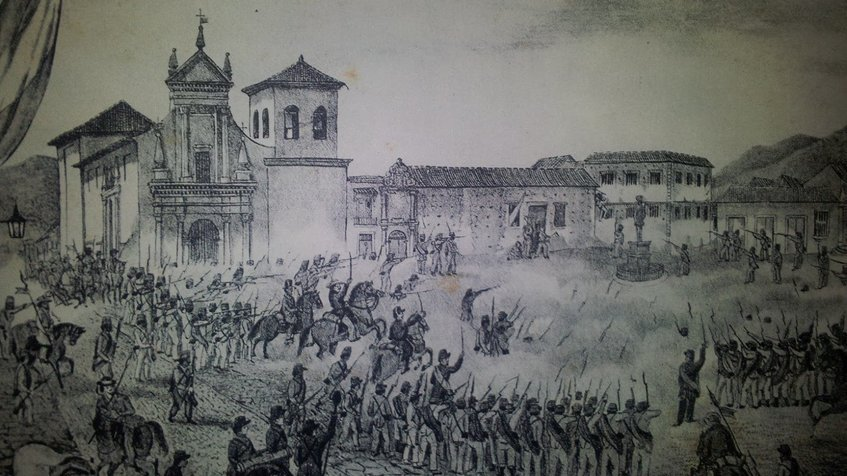
La Sampablera.

El presidente Pedro Gual logra obtener la rendición del gobierno de San Pablo pero de inmediato comienza un largo enfrentamiento armado entre todos los presentes sin saber uno o el otro a quien defendían. El desastre resultante se complicó con la rendición inicialmente pacífica del Coronel Manuel Vicente de las Casas que también se vio complicada con disparos y ráfagas de uno de los bandos. De las Casas logra vencer a sus enemigos luego de un desorden armado que resultó en la muerte de varios soldados, cientos de heridos y prisioneros. El centro de Caracas reflejó el desastre con paredes agujeradas y bañadas en sangre.

### Guerra federal
El 30 de octubre quedó organizado el ejército de occidente, con el general Pedro Estanislao Ramos de comandante y con de las Casas como jefe de Estado Mayor. Como tal actuó en todas las operaciones cuya acción culminante la constituyó la batalla de Santa Inés. El 20 de julio de ese año recibió la designación de secretario de Relaciones Exteriores, cargo que ejerció hasta su renuncia en abril de 1861. El 13 de abril de 1861 recibió el despacho de general de brigada y el 9 de julio el nombramiento de secretario de Guerra y Marina.